# Architektura rokokowa na kresach dawnej Rzeczypospolitej
Architektura rokokowa na kresach dawnej Rzeczypospolitej – kierunek rokokowej architektury, który rozwinął się najsilniej na wschodnich kresach XVIII-wiecznej Rzeczypospolitej Obojga Narodów. Dominujące ośrodki tej architektury znajdowały się w Wilnie i we Lwowie. Termin „rokoko” używany wcześniej wyłącznie w odniesieniu do dekoracji w tym wypadku oznaczał kierunek architektury późnego baroku, polegający na odejściu od założeń klasycznej tektoniki na rzecz malarskiego traktowania przestrzeni i elementów ją wyznaczających.
Główne cechy kierunku to:
- wzajemne przenikanie się jednostek przestrzennych, osiągane za pomocą różnych środków, m.in.:

skośnego ustawiania filarów, kolumn i wież kościelnych w fasadzie,
- wklęsło-wypukłe formowanie ścian,
- eliminacja kątów ostrych, płynność i giętkość linii,
- płynność zarysów i konturów,
- operowanie kontrastem jednostek przestrzennych.

Rozkwit architektury rokokowej nastąpił dość nagle w latach 1740–1770, kiedy powstały prawie wszystkie ważne dzieła. Powstałe wówczas budowle doprowadziły do zmiany krajobrazu architektonicznego tych terenów. Twórczość architektoniczna skupiała się wokół dwóch dużych ośrodków miejskich: Wilna i Lwowa. Bardziej indywidualny charakter wykazuje architektura wileńska, z jednej strony powiązana z ośrodkami sztuki barokowej Europy, z drugiej – nawiązująca do ówczesnej architektury rosyjskiej, zwłaszcza Sankt Petersburga.
Rozwój monumentalnej architektury rokokowej na kresach ówczesnej Rzeczypospolitej wiązał się ze wzrostem bogactwa miejscowej magnaterii, odznaczającej się wielkimi ambicjami i dysponującej wielkimi środkami materialnymi. Istotna też była konfrontacja kościoła katolickiego z cerkwią prawosławną.

## Ośrodek wileński
Szczególne znaczenie dla obiektów sakralnych Wilna i okolic ma tzw. barok wileński – nurt o jednolitym wyrazie stylistycznym, występujący w całym Wielkim Księstwie Litewskim i Inflantach i obejmujący  przede wszystkim architekturę sakralną (kościoły rzymskokatolickie i cerkwie unickie). Na odrębność baroku wileńskiego składają się cechy technologiczne i stylistyczne. Do tych pierwszych zaliczyć należny zastępowanie, z obawy przed pożarami, elementów drewnianych murowanymi w konstrukcji budowli i wznoszenie ich na prostych rzutach. Charakterystycznym elementem stylistyki dla środowiska wileńskiego jest natomiast skupienie się na dwuwieżowej fasadzie z wielokondygnacyjnymi, smukłymi wieżami. Motyw dwuwieżowej fasady wyprowadzić można z kręgu dzieł architektury północnowłoskiej jak bazylika Santa Maria Assunta w Genui czy kościół San Alessandro in Zebedia w Mediolanie.
Przykładem wileńskim jest tu projekt fasady kościoła św. Katarzyny Jana Krzysztofa Glaubitza, odznaczającej się klasyczną harmonią, smukłą elegancją i delikatną linearnością rozczłonkowania. Architekt rozwinął następnie swe koncepcje projektując dwuwieżową fasadę wileńskiego kościoła Misjonarzy, którego wieże są smuklejsze i szerzej rozstawione. Smukłość została osiągnięta dzięki zaakcentowaniu narożnych pilastrów i osłabieniu ażurowych partii środkowych. Malowniczości rozwiązania dopełnia rozdrobniona artykulacja szczytu fasady.
Największym osiągnięciem architektonicznym Glaubitza jest niezachowany kościół bazylianów w Berezweczu. Dwuwieżową fasadę świątyni cechuje wzmożenie wartości plastycznych i światłocieniowych i związanych z tym efektów – ślizganie się światła i narastanie światłocienia. Zachowany został przy tym porządek tektoniczny fasady, która stanowiła najbardziej konsekwentną realizację rokokowej zasady formowania architektury, przy czym o jej charakterze stylowym decyduje wyłącznie kształt architektoniczny a nie bogactwo dekoracji rzeźbiarskiej.

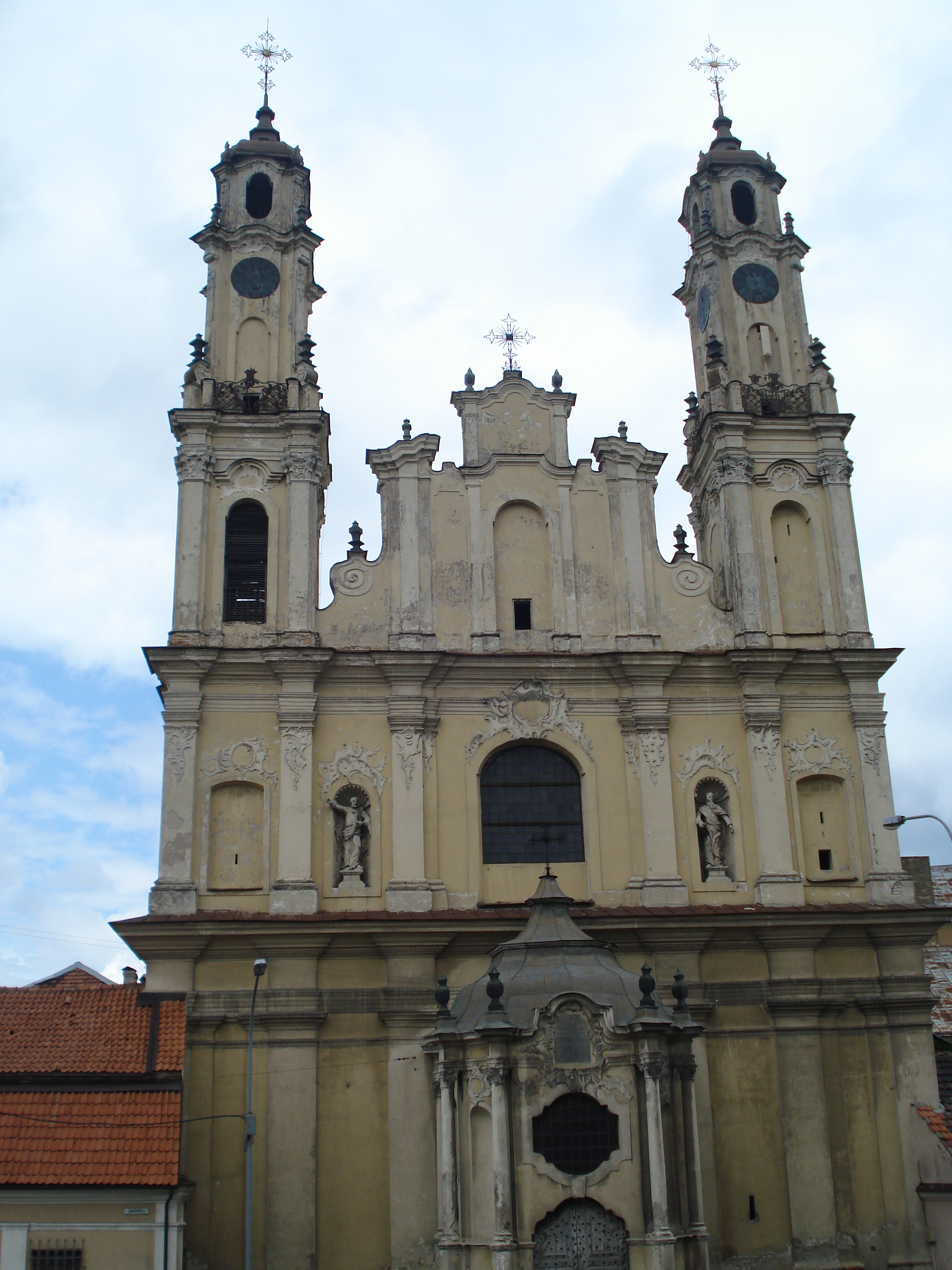
Kościół Wniebowstąpienia Pańskiego i klasztor Misjonarzy w Wilnie
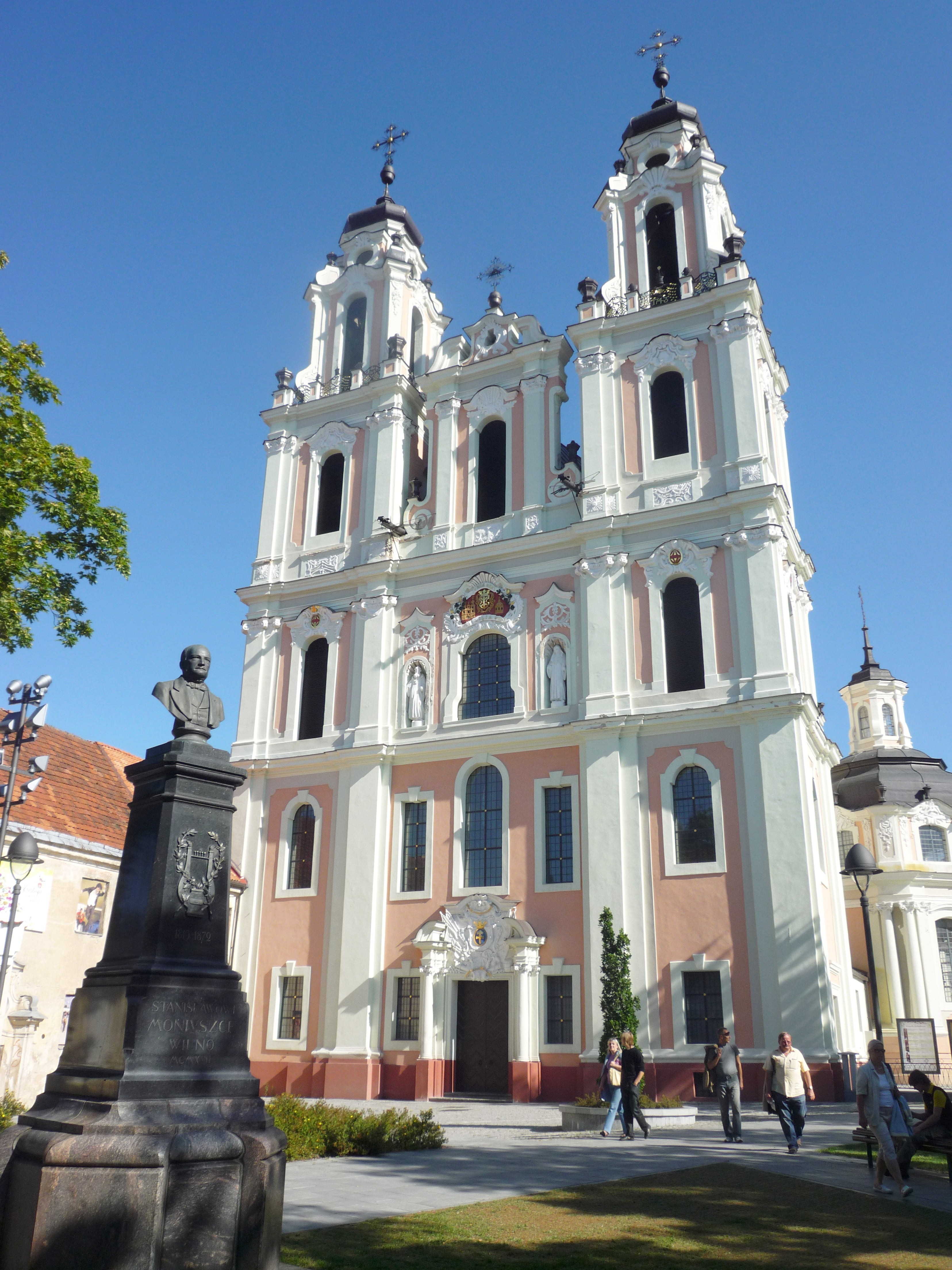
Kościół św. Katarzyny w Wilnie
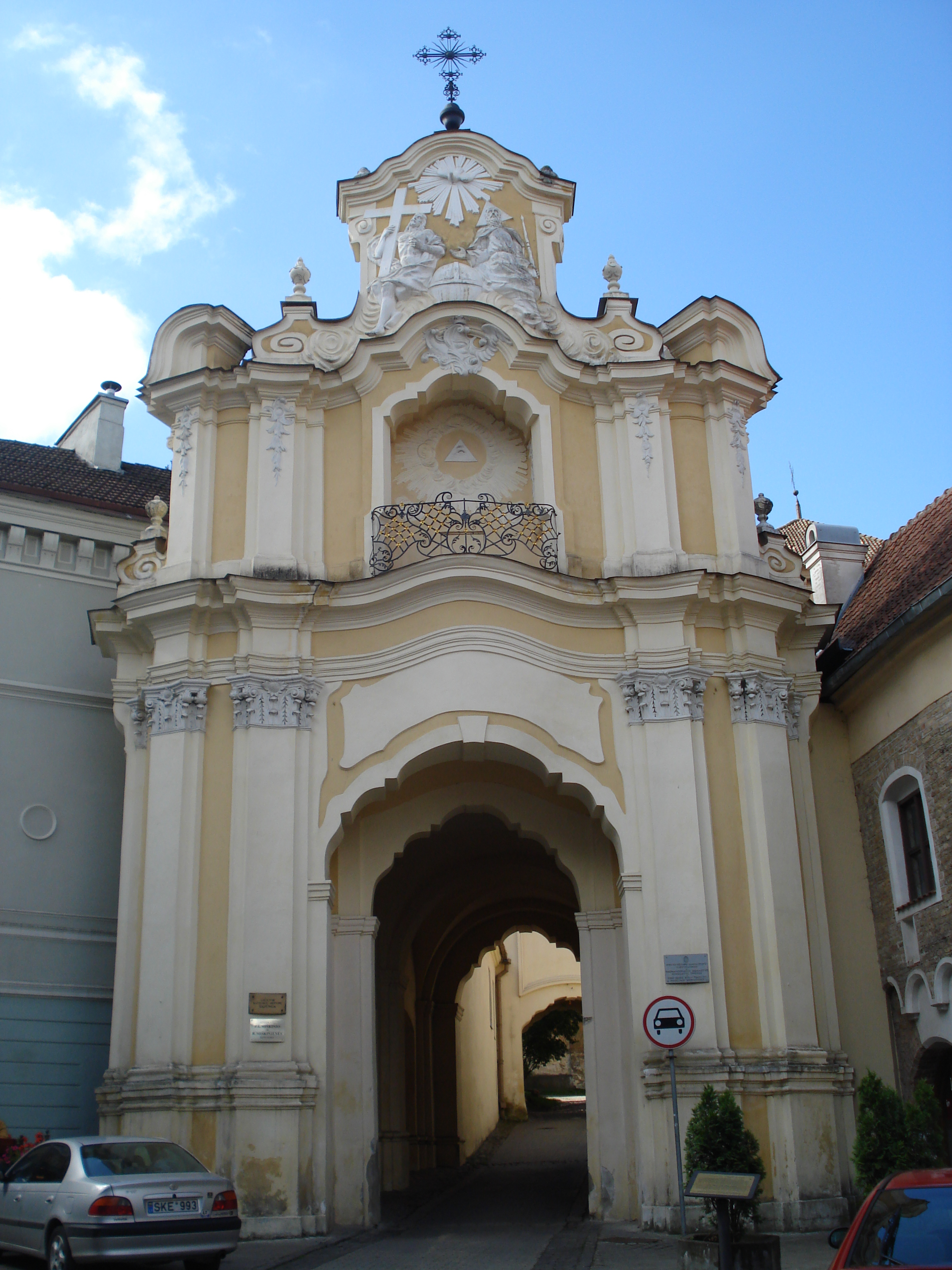
Brama klasztoru Bazylianów w Wilnie
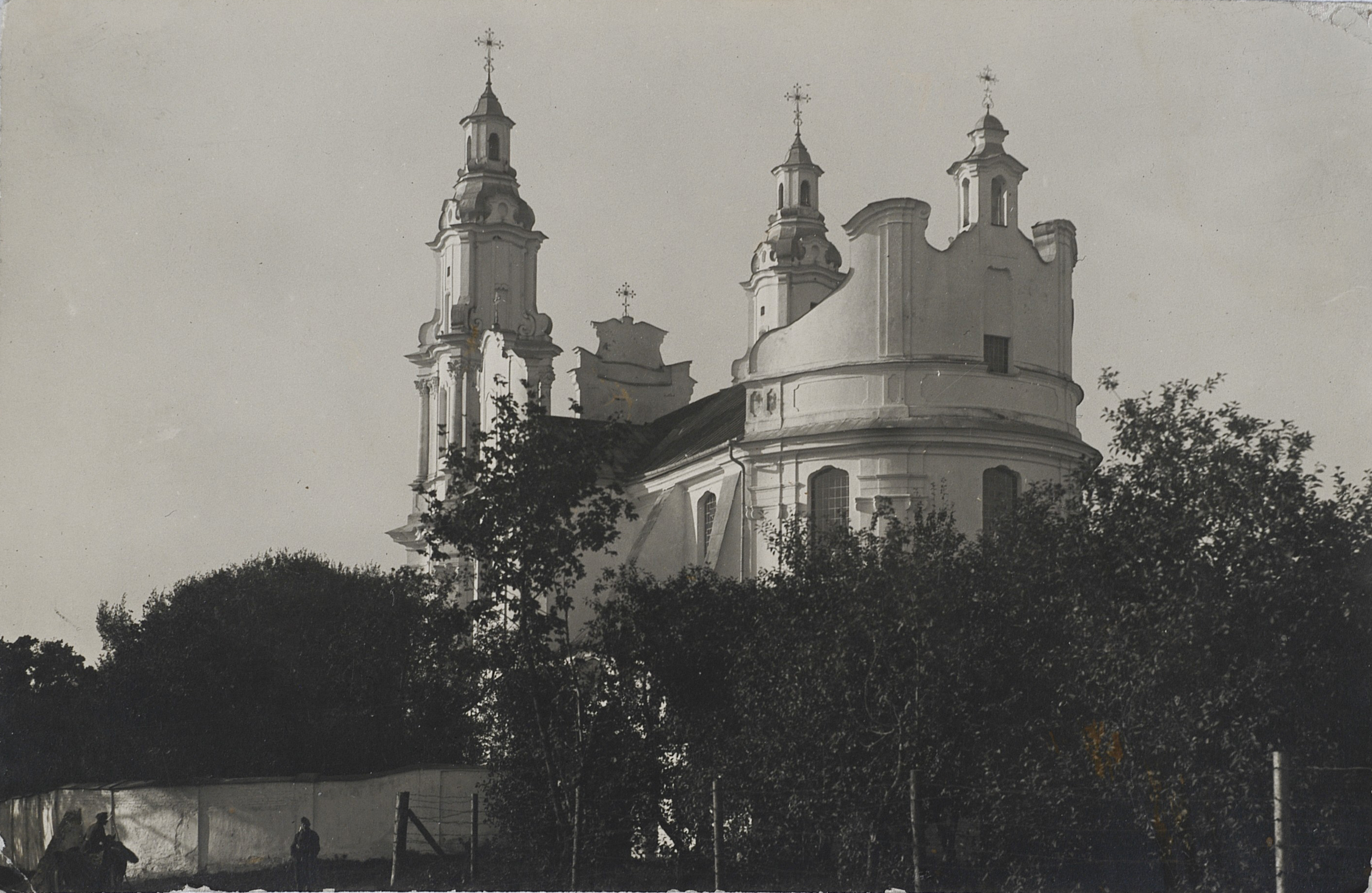
Nieistniejący kościół bazylianów w Berezweczu

Rokokowe kształtowanie architektury wileńskiej dotyczyło również fasady bezwieżowej. Przykładem może tu być fasada wileńskiego kościoła św. Jana, ukończona w 1756–1757 przez wspomnianego Glaubitza i podobna fasada warszawskiego kościoła Wizytek (1728–1756; Karol Bay) ze zwieńczeniem najwyższej części według projektu być może Jakuba Fontany. O ile fasadę kościoła warszawskiego cechuje konsekwentne zachowanie porządku architektonicznego, o tyle w kościele wileńskim nastąpiło daleko posunięte rozdrobnienie elementów architektonicznych, a bogactwo zastosowanych rozwiązań (podpory, wolutowe spływy, rozerwane naczółki ułożone w linie) zaowocowało nadaniem fasadzie falującego zarysu.
Porównanie fasad kościoła Wizytek w Warszawie i św. Jana w Wilnie

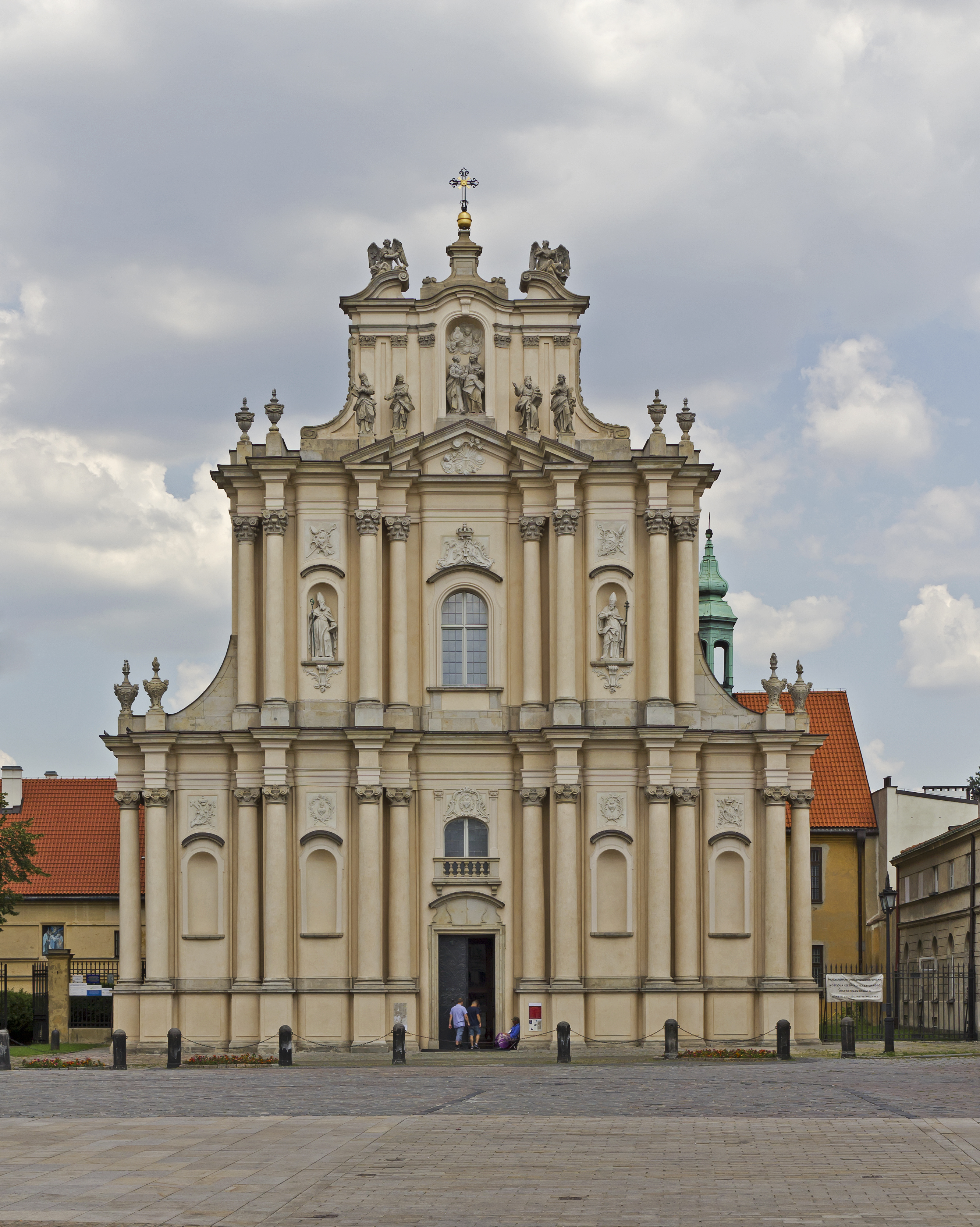
Fasada kościoła Wizytek
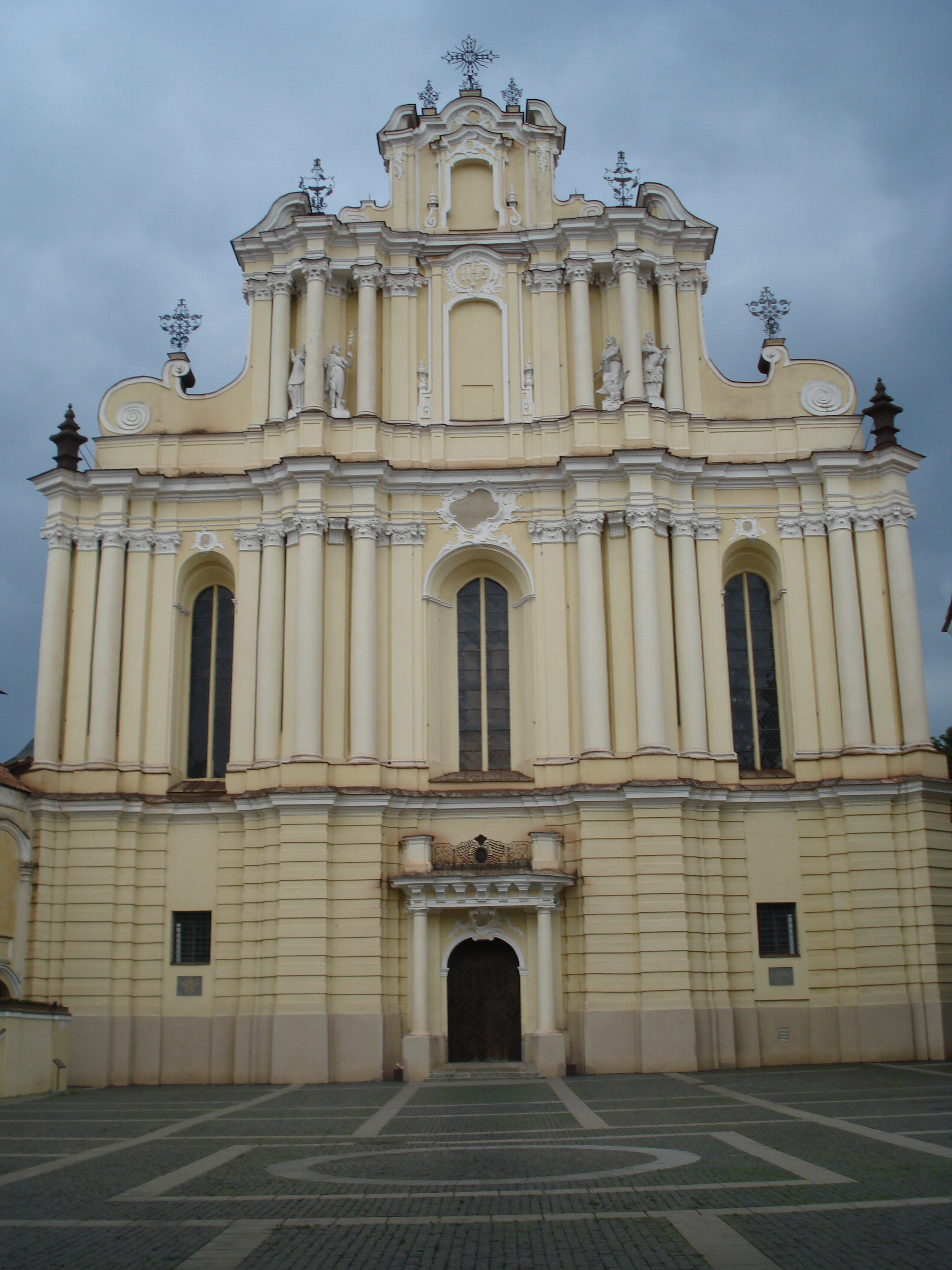
Fasada kościoła św. Jana

## Ośrodek lwowski
Architektura Lwowa doby rokoka wykazuje związek z architekturą imperium Habsburgów (Austria, Czechy), południowych Niemiec i północnych Włoch.

### Bernard Meretyn
Czołowym twórcą był tu Bernard Meretyn a jego najwybitniejszym dziełem jest sobór św. Jura we Lwowie, którego skomplikowany plan jest połączeniem układu podłużnego z centralnym, a jądro stanowi założona na planie krzyża greckiego część centralna z pięcioma kopułami. Fasada główna została ukształtowana z płaszczyzn wklęsło-wypukłych i wybrzuszona do przodu z wklęsłymi, ściętymi narożami i spieprzonym zwieńczeniem z rzeźbą św. Jerzego.
Dzieło Meretyna wywodzi się z tradycji rzymskiej poprzez środowisko austriackie i odznacza się dynamizmem całego założenia.
W podobnym stylu utrzymane jest drugie dzieło Meretyna – ratusz w Buczaczu. Nad zwartym budynkiem, opiętym pilastrami i bogato dekorowanym wznosi się dwukondygnacyjna wieża, dekorowana pilastrami, okulusami i wazonami.

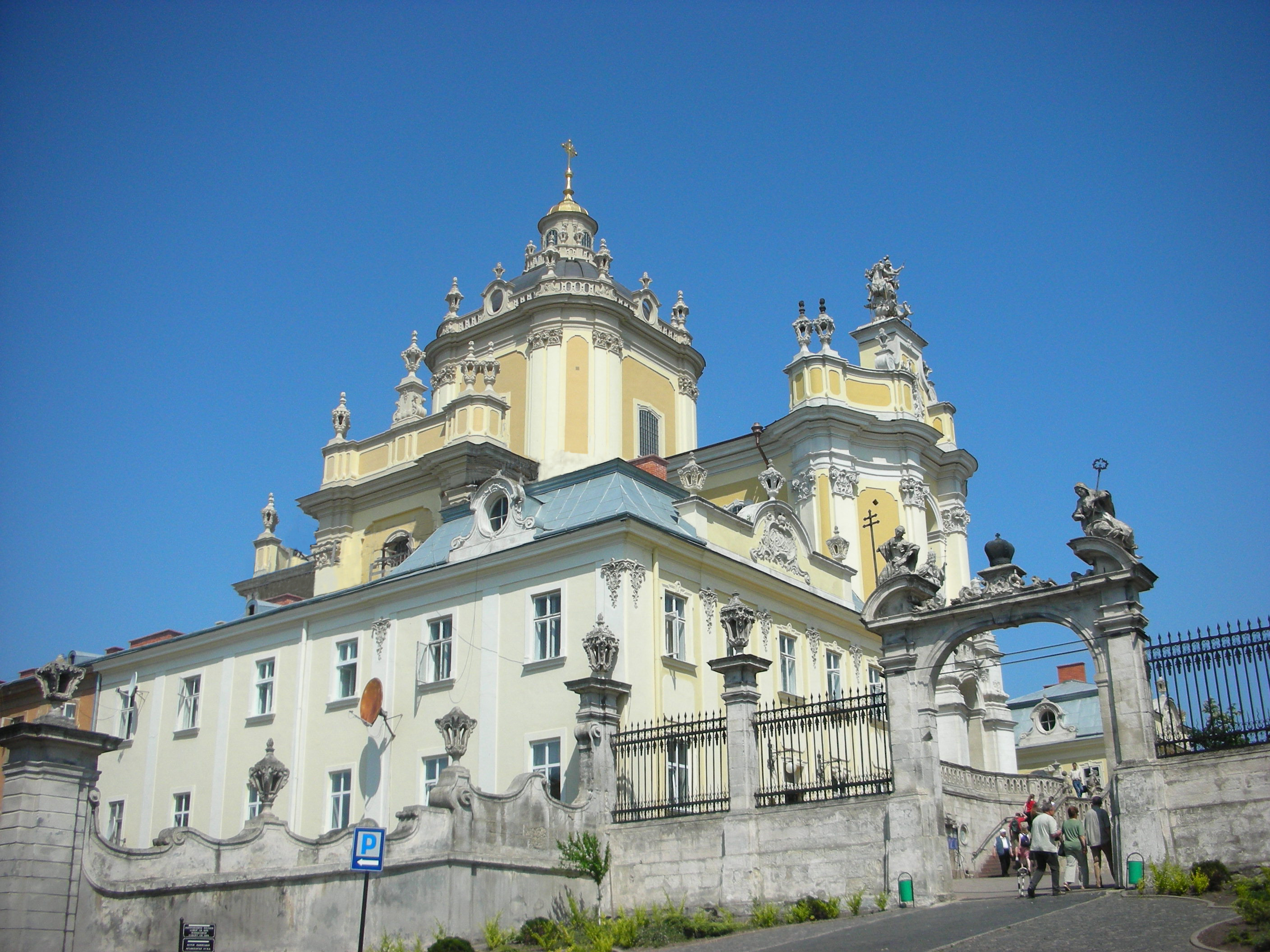
Sobór św. Jura
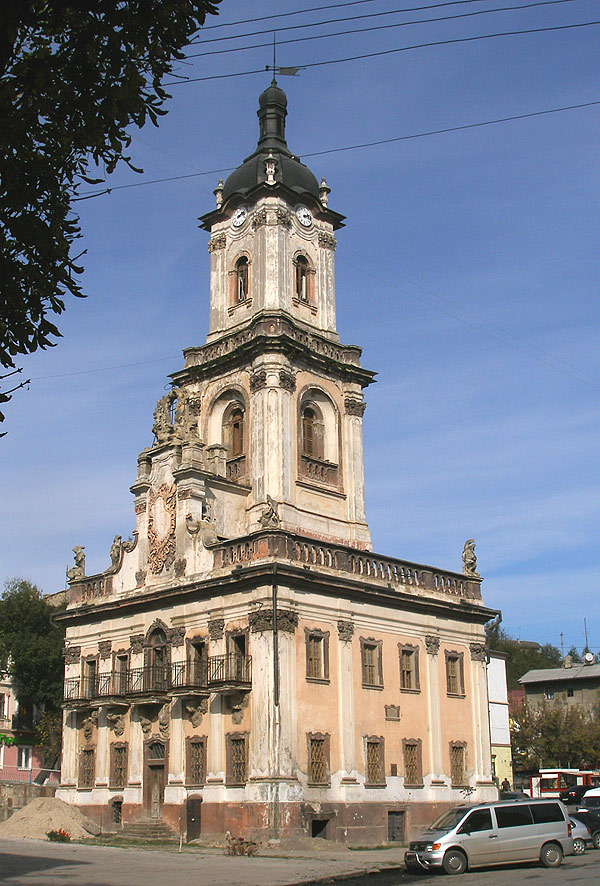
Ratusz w Buczaczu
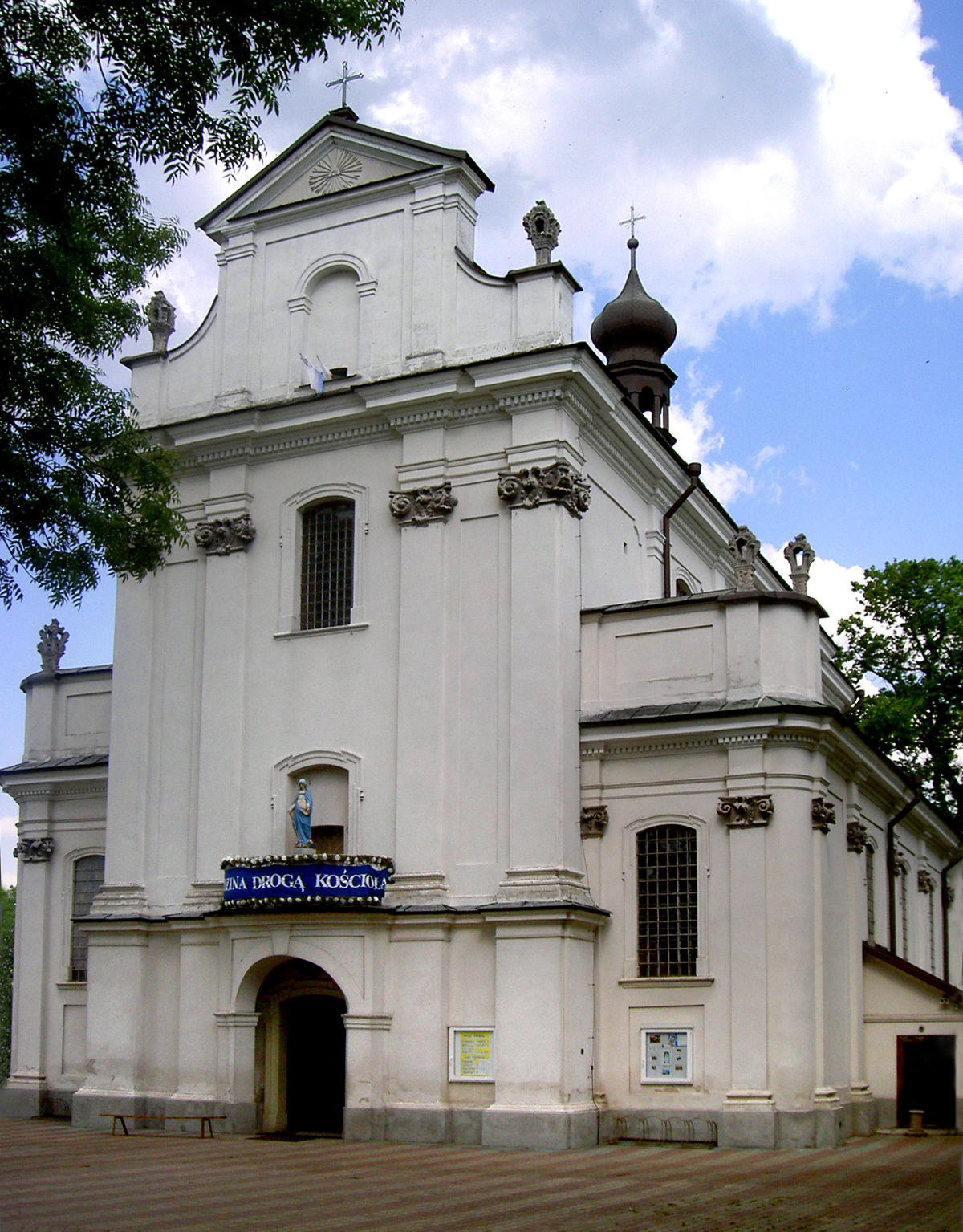
Kościół Przemienienia Pańskiego w Tarnogrodzie

### Jan de Witte
Głównym dziełem Jana de Witte jest kościół Dominikanów we Lwowie, porównywany pod względem dyspozycji planu z kościołem św. Karola Boromeusza w Wiedniu.
Fasada główna kościoła, będąca szczytowym osiągnięciem rokokowej koncepcji, została oryginalnie  opracowana. Architekt projektując ją zerwał z tradycyjnym pojęciem fasady jako ściany zamykającej wnętrze i nawiązując do architektury palladiańskiej nadał jej dynamiczny charakter poprzez wysunięcie do przodu części środkowej z portalem i oddzielenie jej w ten sposób od części bocznych. Efekt falowania i światłocienia został uzyskany poprzez zastosowanie bogatych profilowań, załamań, rozerwania gzymsów i zaakcentowania naczółków rzeźbą figuralną.
Eliptyczne wnętrze kościoła zostało ujęte w pary kolumn, poprzedzone jest przedsionkiem z bocznymi aneksami i przedłożone częścią prezbiterialną.
Dla wnętrza kościoła charakterystyczne są pełnoplastyczne pary kolumn i przełamanie klasycznego porządku przez wprowadzenie na osi par figur świętych, umieszczonych również na kondygnacji emporowej.

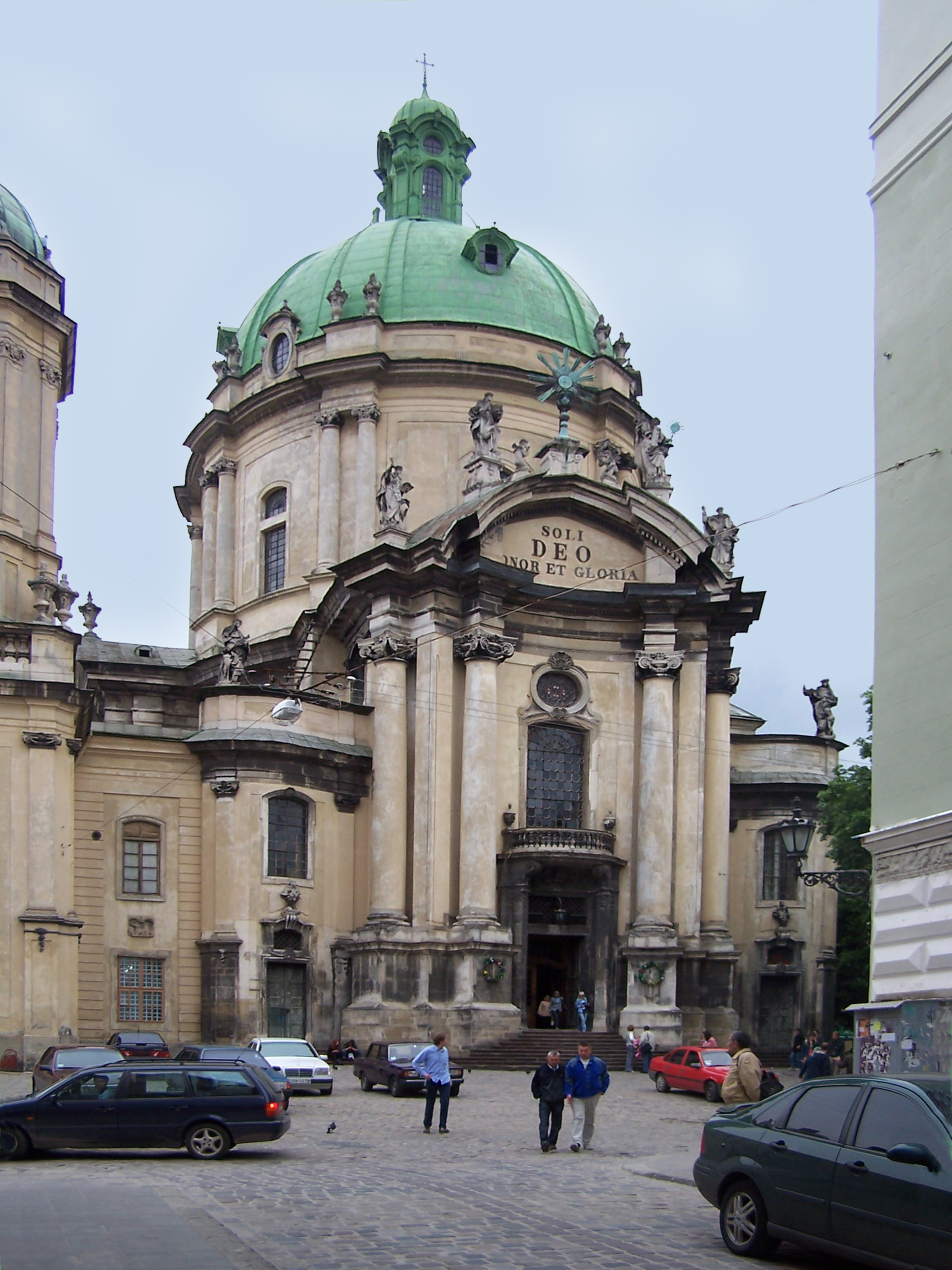
Kościół dominikanów we Lwowie
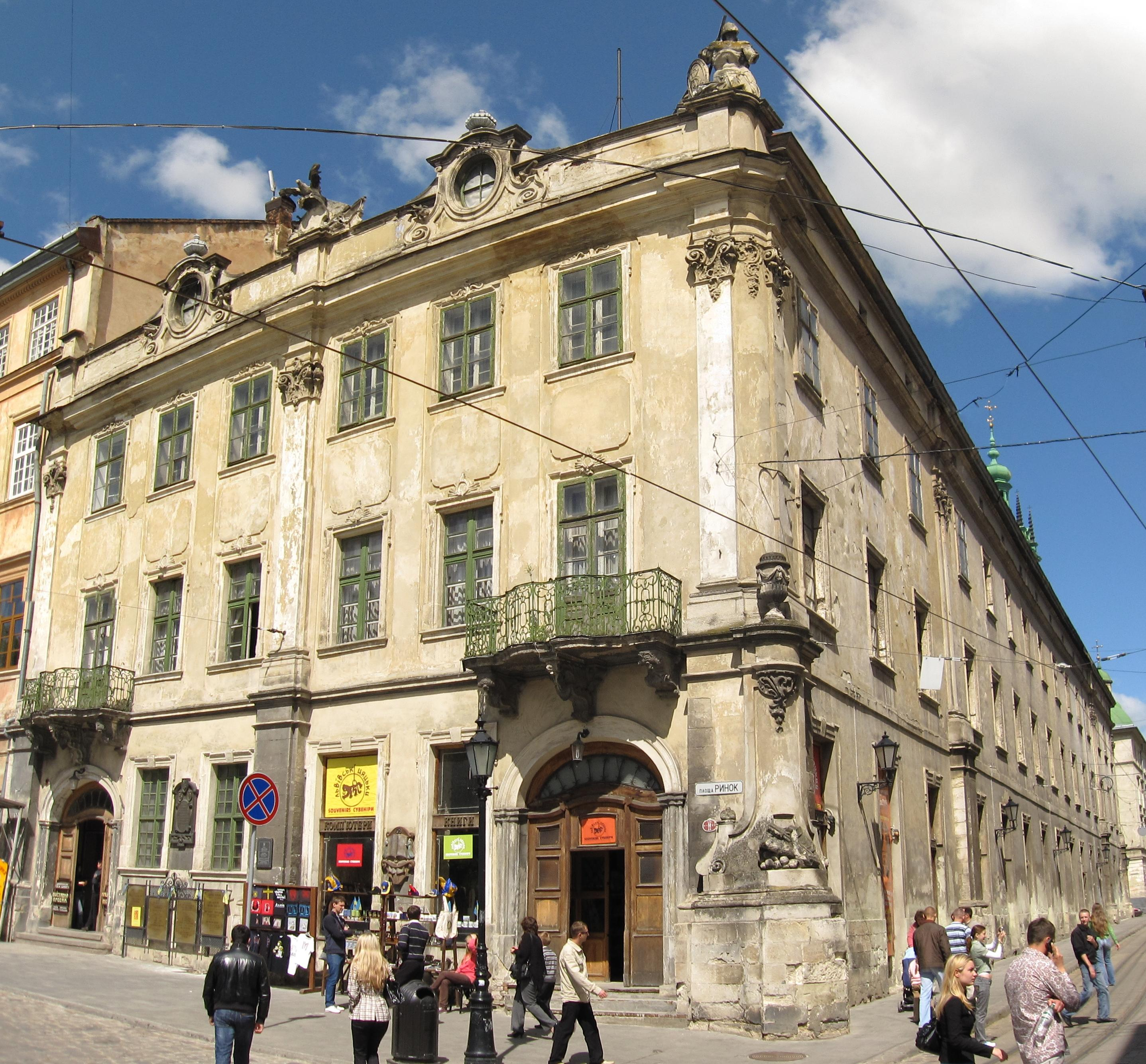
Pałac Lubomirskich we Lwowie
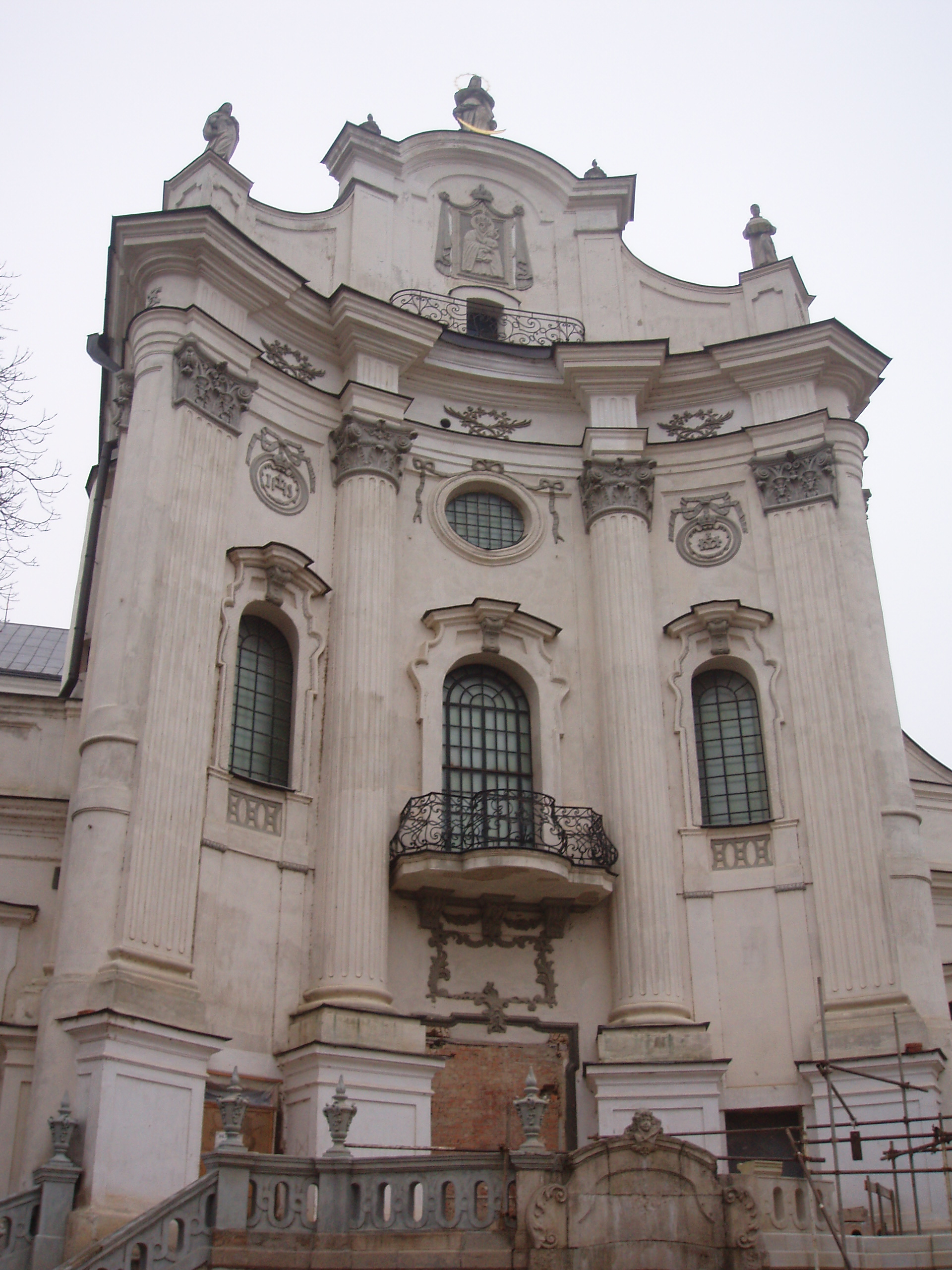
Kościół Niepokalanego Poczęcia Najświętszej Marii Panny w Berdyczowie

### Jan Gottfryd Hoffmann

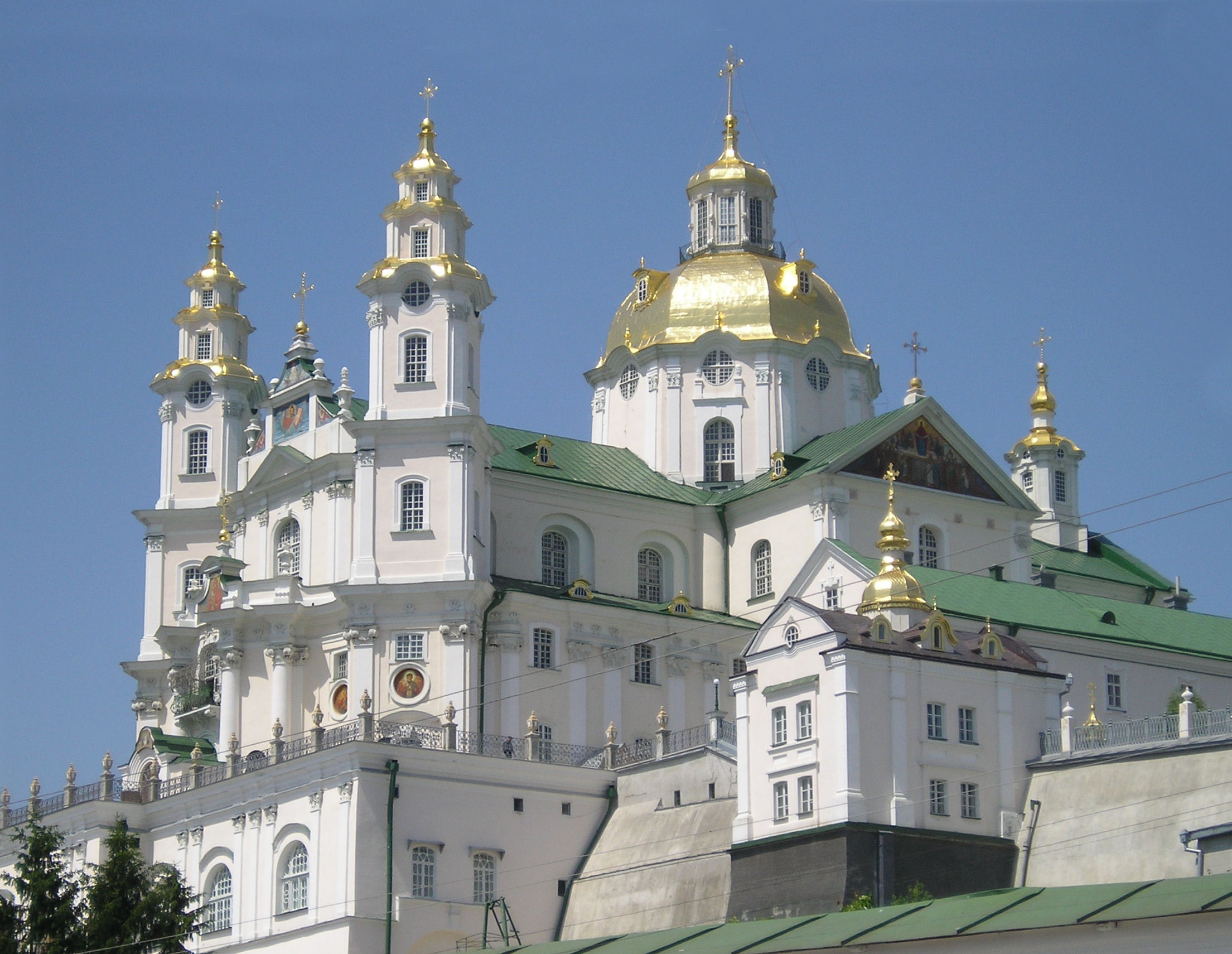
Sobór Zaśnięcia Matki Bożej w Poczajowie

Głównym dziełem pochodzącego ze Śląska Jana Gottfryda Hoffmanna jest monumentalny kompleks kościelno-klasztorny bazylianów (pierwotnie prawosławny) w Poczajowie z soborem Zaśnięcia Matki Bożej reprezentującym typ spiętrzonej, scentralizowanej bryły z dominującą kopułą i skośnie ustawionymi wieżami.
Ta największa cerkiew wschodnich kresów dawnej Rzeczypospolitej, zbudowana w latach 1771–1779 na polecenie Mikołaja Potockiego, przypomina swym zewnętrznym wyglądem założenia klasztorne Austrii lub Niemiec, ponieważ poczajowscy bazylianie, dla których była wznoszona, dążyli do zbliżenia z kulturą Zachodu.

### Paweł Antoni Fontana
Kolejnym twórcą, który zaznaczył swą obecność w dokonaniach architektury rokokowej jest Paweł Antoni Fontana, projektant szeregu budowli sakralnych i świeckich, m.in. w Chełmie i Zasławiu na Wołyniu. Zaprojektowany przez niego Kościół oo. Pijarów pw. Rozesłania Apostołów w Chełmie to budowla również ze skośnie ustawionymi wieżami, odsuniętymi od eliptycznego korpusu z obejściem i z wydłużoną prostokątnie partią wschodnią.
W dziedzinie architektury świeckiej do najważniejszych jego dokonań należy przebudowa dawnego Zamku Zasławskich w Zasławiu na pałacową rezydencję Sanguszków, uchodzącą za jedną z najrozleglejszych i najbardziej reprezentacyjnych na Ukrainie; po drugiej wojnie światowej pałac obrócił się w ruinę.

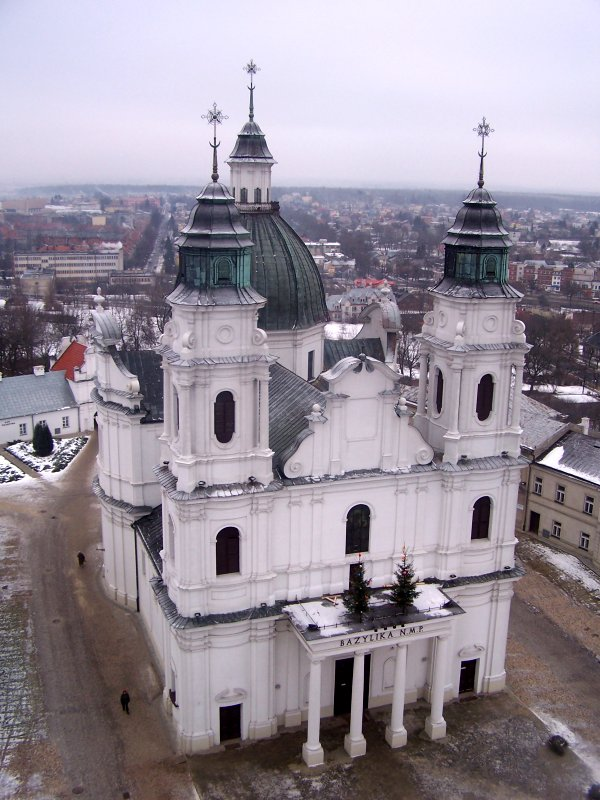
Bazylika Narodzenia Najświętszej Maryi Panny w Chełmie
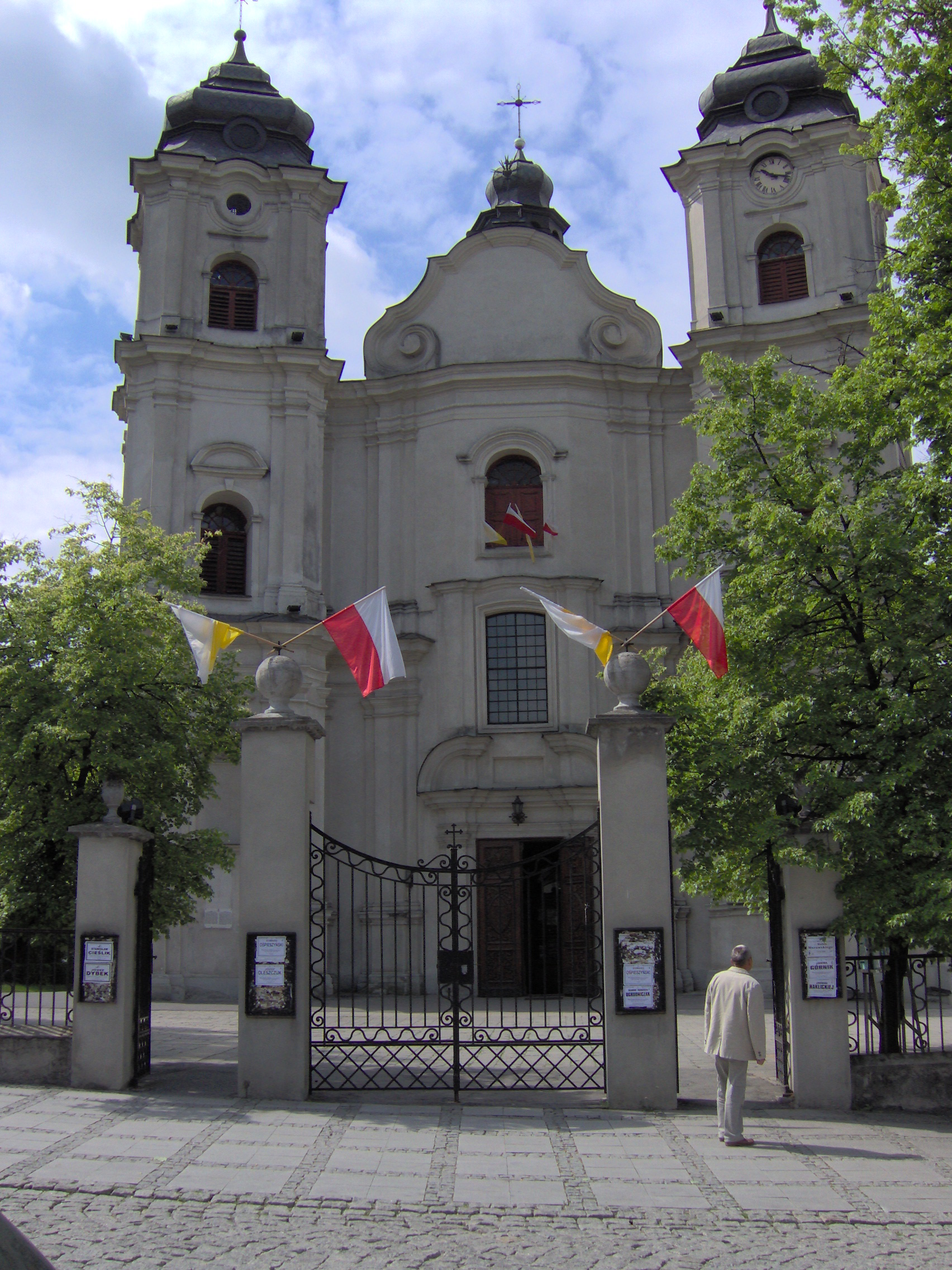
Kościół Rozesłania św. Apostołów w Chełmie
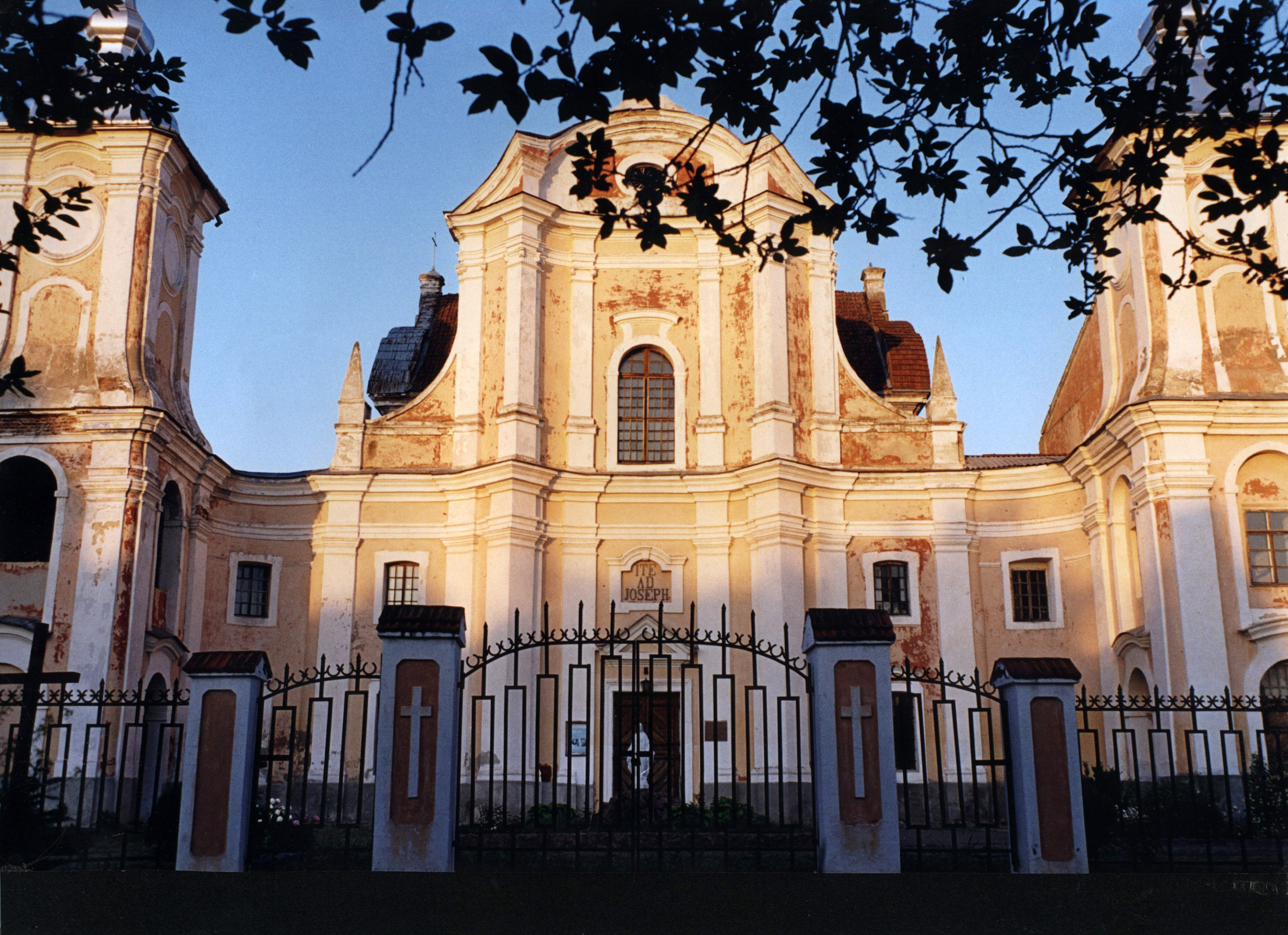
Kościół św. Józefa Oblubieńca i klasztor oo. Misjonarzy w Zasławiu
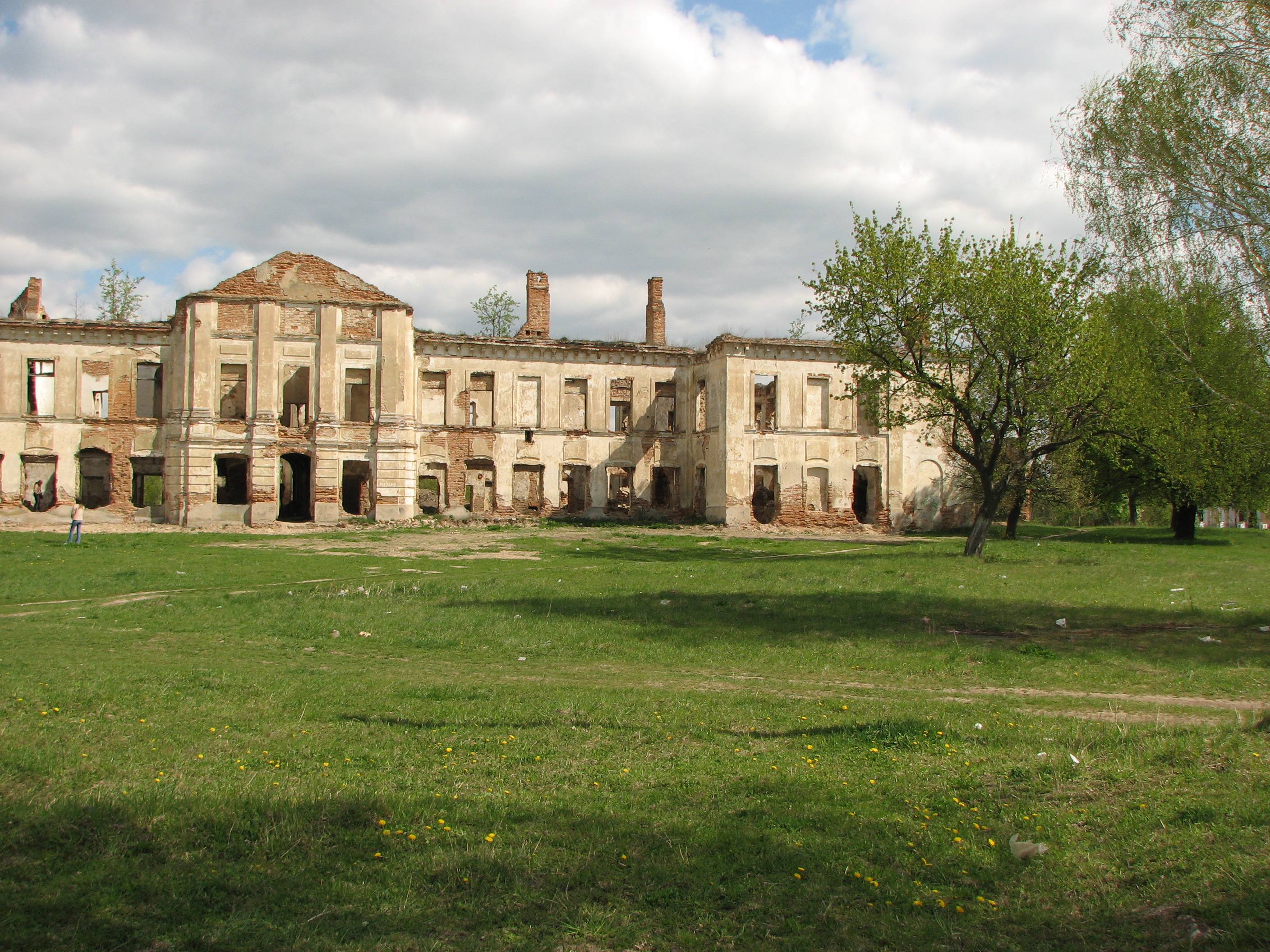
Ruiny pałacu Sanguszków (1754–1770)

Powyższa analiza wybranych, czołowych dzieł świadczy, iż architektura na wschodnich kresach XVIII-wiecznej Rzeczypospolitej stanowiła realizację najśmielszych pomysłów architektów rokokowych. Stało się tak dlatego, iż architekci ci mogli działać tu swobodniej, dopingowani zarazem przez zamożnych fundatorów, którzy oczekiwali od twórców stworzenia dzieł zachwycających wspaniałością wyrazu i bogactwem plastycznego ujęcia. Ówczesne, imponujące budowle sakralne, zwłaszcza poza Wilnem i Lwowem, umieszczone w otoczeniu drewnianej, parterowej zabudowy, dorównywały niezwykłością gotyckim katedrom budowanym w średniowiecznych miastach francuskich.